# Яна Шишайова
Яна Шишайова (словац. Jana Šišajová; 1 лютого 1985, м. Кежмарок, Словаччина) — словацька саночниця, яка виступає в санному спорті на професіональному рівні з 2000 року. Двічі учасник зимових Олімпійських ігор, найкраще досягнення — 22 місце в 2006 році в одиночних змаганнях (в 2010 в Ванкувері була 27-ю), такі ж скромні результати на світових форумах саночників (15 місце в Оберґофі в 2004 — найкращий результат на європейських форумах).